# Kościół św. Mikołaja w Szczedrzyku
Kościół św. Mikołaja – rzymskokatolicki kościół parafialny położony przy ulicy 1 Maja 19 w Szczedrzyku. Kościół należy do parafii św. Mikołaja w Szczedrzyku w dekanacie Ozimek, diecezji opolskiej

## Historia kościoła
W 1447 roku, w miejscu gdzie stoi obecny kościół w Szczedrzyku, wzmiankowana była drewniana świątynia. W 1639 roku, w jej miejsce wzniesiono nowy kościół, który w 1763 roku spłonął. W 1773 roku, ówczesny proboszcz parafii, ksiądz Maciej Bzdura, odbudował kościół, na którego miejscu w latach 1899–1900 powstał obecny, murowany.

## Architektura i wnętrze kościoła
Kościół został wybudowany w stylu neoromańskim o kształcie bazyliki, posiada trzy nawy, półokrągłe prezbiterium i przedsionek. Po lewej strony nawy głównej wybudowano wieżę. Po lewej stronie ołtarza głównego znajduje się figura św. Agnieszki, po prawej natomiast figura św. Mikołaja. Ołtarze boczne poświęcone są św. Józefowi i Maryi Niepokalanej. Przed kościołem znajduje się pomnik poległych w I wojnie światowej.